# Памятник лётчику-космонавту П. И. Беляеву
Памятник летчику-космонавту П. И. Беляеву — скульптурный памятник, бюст герою Советского Союза, лётчику-космонавту Павлу Беляеву. Расположен в Вологде в Октябрьском сквере на пересечение улиц Октябрьская и Мальцева. Памятник был открыт в 1979 году по проекту скульптора Г. Н. Постникова. Является объектом культурного наследия регионального значения.

## История
Памятник, бюст, посвященный летчику-космонавту СССР Павлу Ивановичу Беляеву, размещён в красивейшем благоустроенном Октябрьском сквере по Октябрьская улице в Вологде, напротив Вологодского театра Юного зрителя. 
Космонавт Беляев является уроженцем Вологодчины, а именно села Челищево. С 1943 года проходил службу в рядах Советской Армии, закончил обучение в Ейском авиационном училище. Завершив обучение в Военно-воздушной академии был зачислен в отряд космонавтов. В марте 1965 года он совершил полёт в открытый космос, выполнял обязанности командира корабля «Восход-2». Именно в ходе этого полёта Алексей Леонов совершил первый в истории человечества выход в открытый космос. Умер в 1970 году. 
17 августа 1979 года в Вологде был торжественно открыт памятник Герою Советского Союза и Почетному гражданину города, летчику-космонавту СССР Павлу Беляеву. 
Вдова лётчика-космонавта Татьяна Филипповна и дочери Ирина и Людмила были удостоены чести снять покрывало с монумента во время его открытия. Изначально городские власти планировали установить памятник Беляеву на набережной реки Вологды вблизи Кремля, но позже определили настоящее место.

## Описание
Бюст знаменитого сына отечества в костюме космонавта был установлен на высоком пьедестале с надписью "Беляев Павел Иванович, лётчик-космонавт, герой Советского Союза". Скульптура является одной из достопримечательностей областного центра и патриотическим объектом для воспитания подрастающего поколения.
У скульптурной композиции постоянно организуются различные встречи, культурно-массовые мероприятия, посвящённые развитию космонавтики и лично заслугам Павла Беляева. К монументу жители и гости Вологды несут и возлагают цветы. 